# Смолин, Дмитрий Иванович

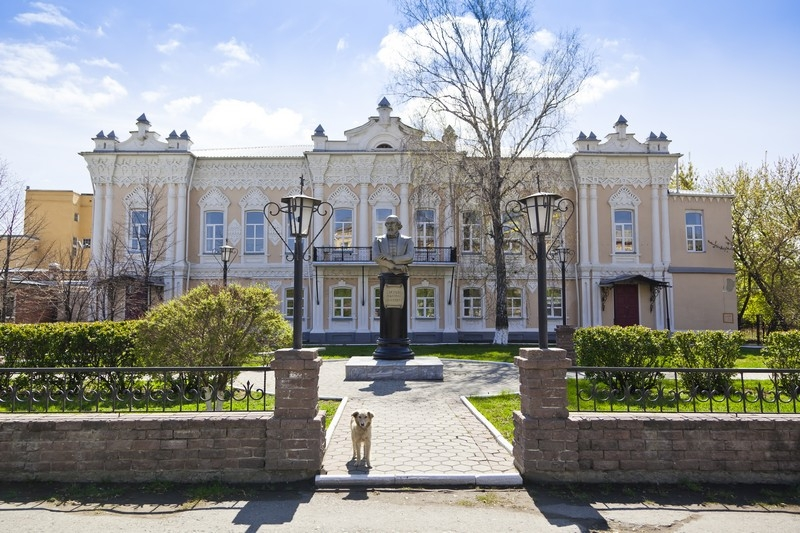
Административное здание ООО «Саф-Нева» и бюст Д. И. Смолина

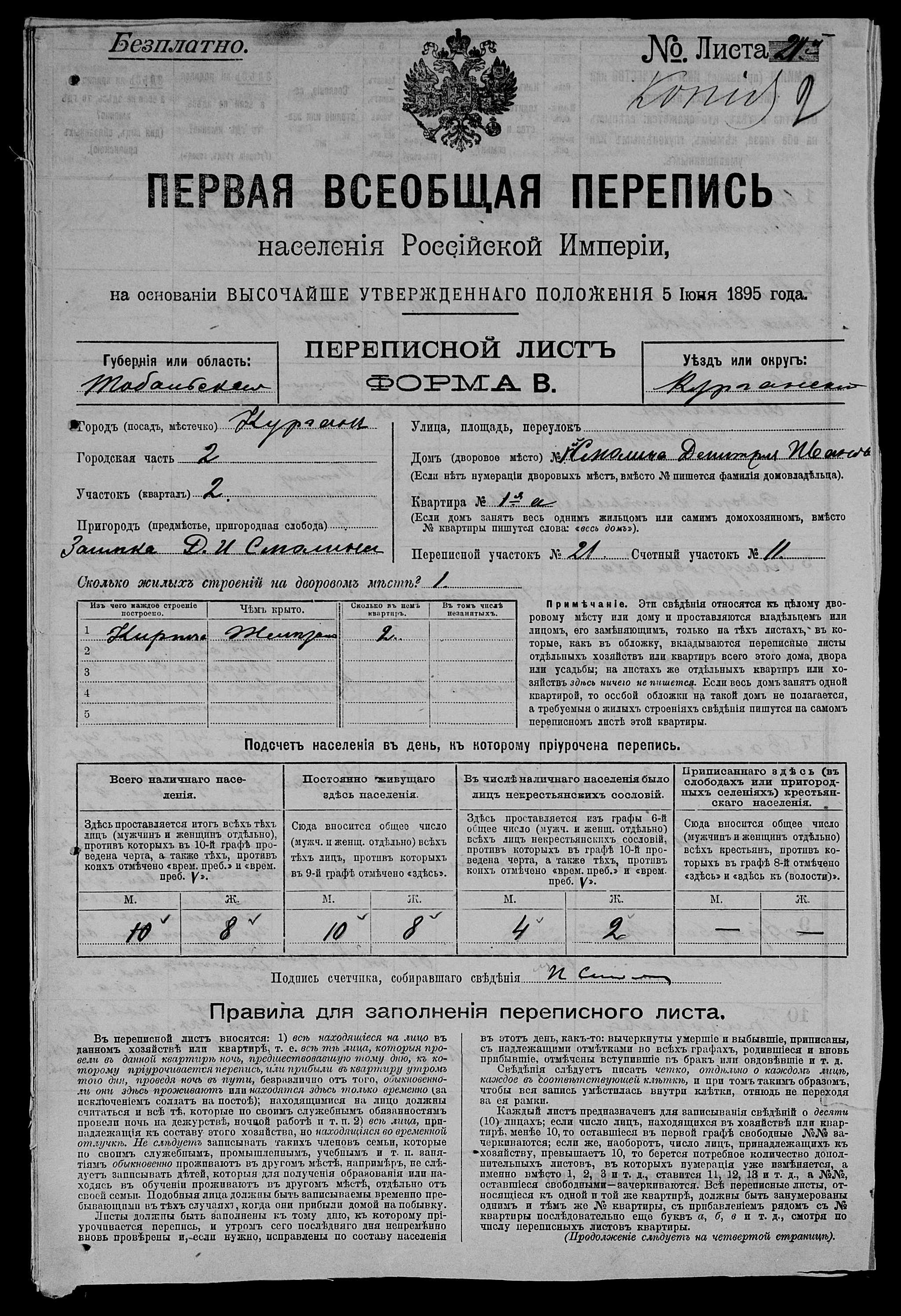
Перепись населения Российской империи (1897), лист с описанием дома в г. Кургане, в котором жила семья Смолиных.

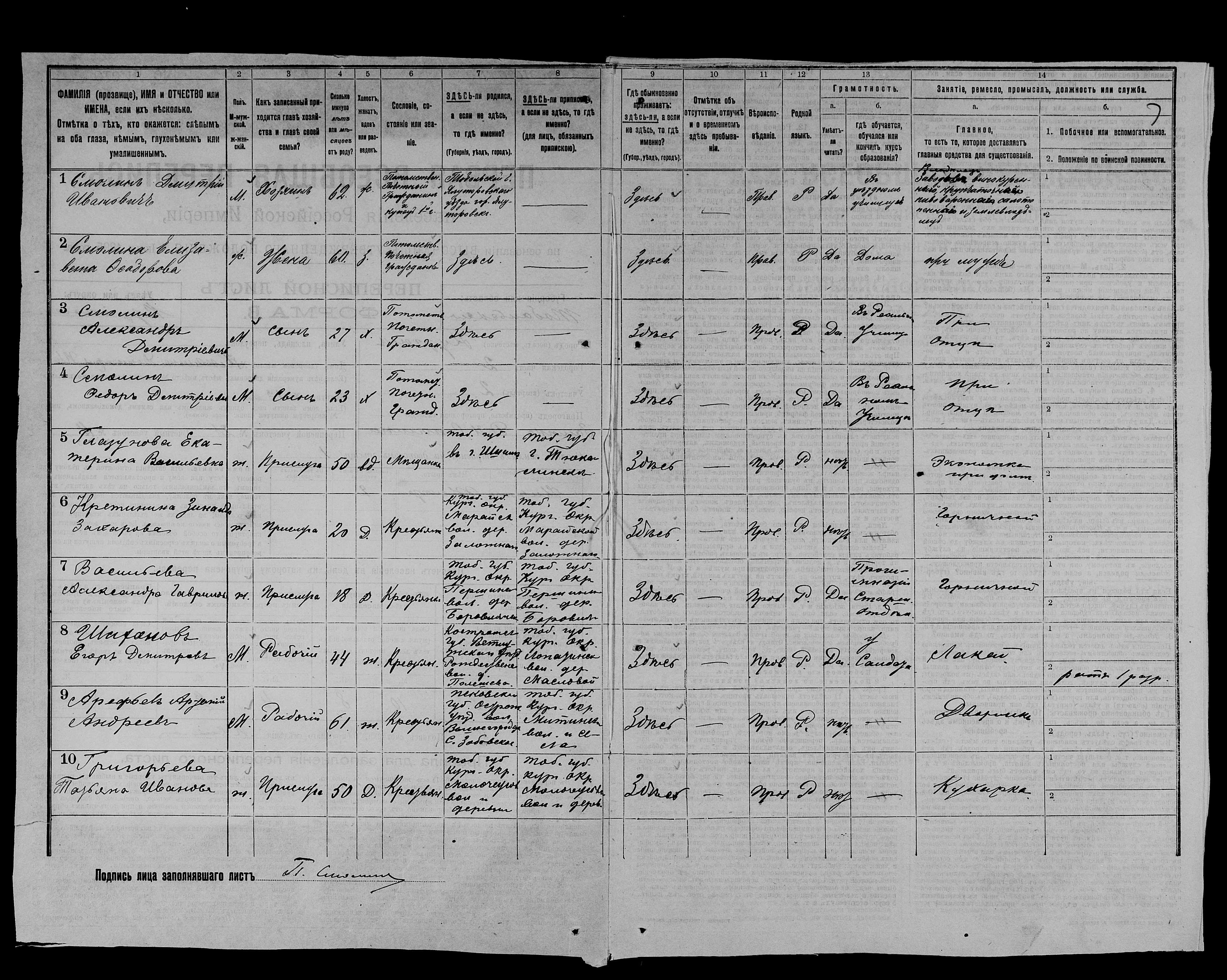
Перепись населения Российской империи (1897), лист с описанием семьи Смолиных.

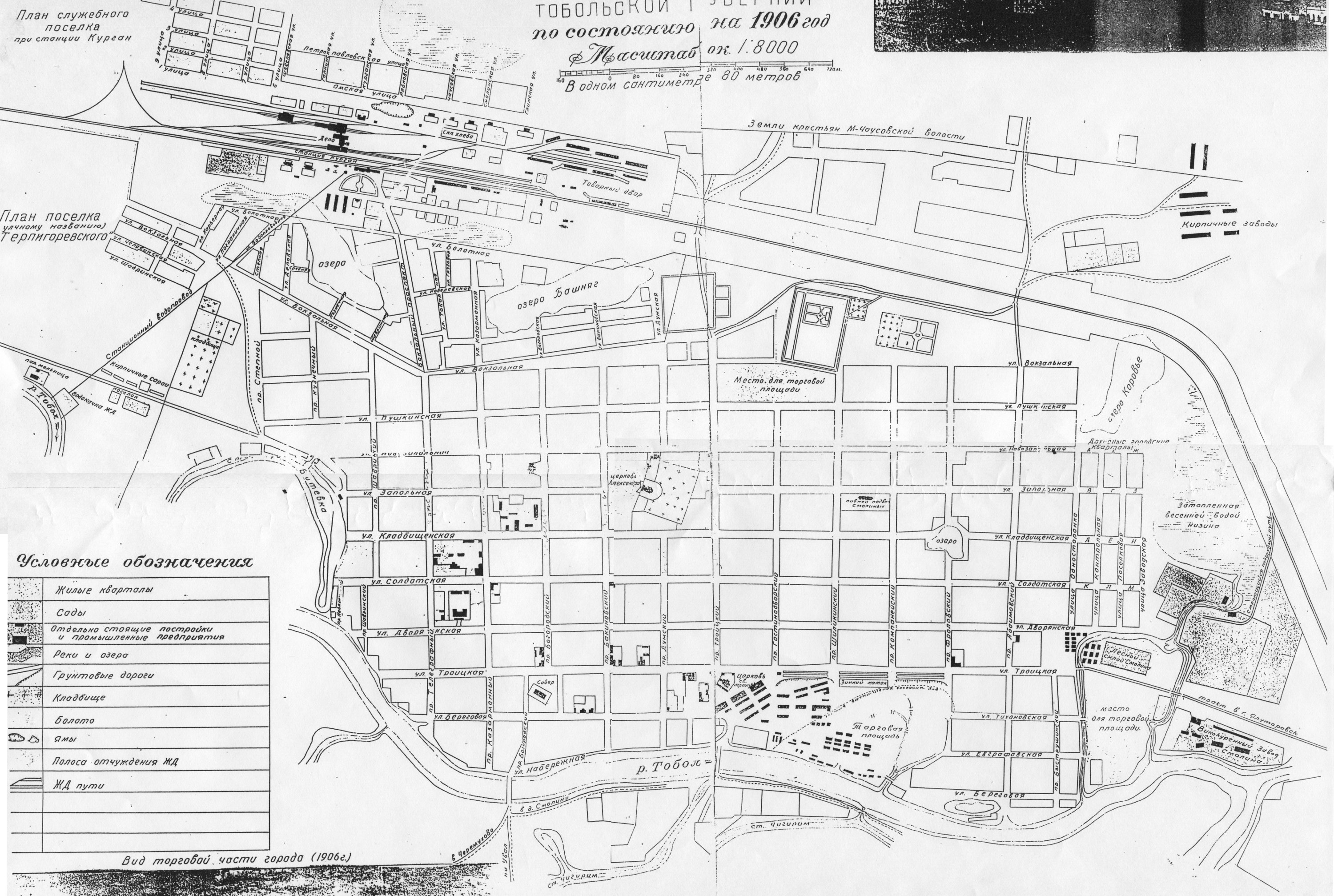
Карта города Кургана 1906 года, на которой указаны Винокуренный завод и Лесной склад Смолина.

Потомственный почётный гражданин Дмитрий Иванович Смолин (1833 или 1835, Ялуторовск, Тобольская губерния — 3 [15] октября 1898 или 3 ноября 1898, Курган, Тобольская губерния) — курганский 1 гильдии купец, промышленник.

## Биография
Дмитрий Смолин родился в 1833 году в семье ялуторовских 3 гильдии купцов в городе Ялуторовске Ялуторовского округа Тобольской губернии Западно-Сибирского генерал-губернаторства, ныне город — административный центр Ялуторовского района Тюменской области.
Окончил курс ялуторовского уездного училища, возможно, учился в ланкастерской школе И. Д. Якушкина. Отец его был знаком с декабристами, жившими или заезжавшими в Ялуторовск. В Тобольске Иван Смолин познакомился с Владимиром Ивановичем Штейнгелем и даже состоял с ним в переписке. Жили Смолины в Ялуторовске в приходе Сретенской церкви.
После окончания Ялуторовского уездного училища получил наследство в четыре миллиона рублей и начал самостоятельную коммерческую деятельность.
В 1855 году женился на дочери курганского 2 гильдии купца Фёдора Васильевича Шишкина и стал его компаньоном. Жил в доме Шишкиных.
17 (29) июня 1859 года 1 гильдии купец Ф. Шишкин и Смолин купили за 200 руб. серебром мельницу у рябковских крестьян Загурских, выстроенную в 1846 году их отцом на реке Ик, в 10 верстах от Рябковой.
7 (19) августа 1864 года Смолин ходатайствовал об отдаче ему в аренду трех десятин земли из дач Илецко-Иковской заказной рощи под устройство ещё одной мельницы, с ежегодною платой 7 руб. 50 коп. серебром за весь участок. В Тобольске по его доверенности хлопотал Александр Греченин, который 31 октября (12 ноября) 1864 года заключил контракт с Казенной палатой. Землю межевал омский окружной землемер Незнаев в 1865 году.
В Кургане Шишкин и Смолин построили винокуренный завод на трех десятинах земли, которые Шишкин взял в 1852 году в потомственное владение. Он уже выстроил там каменное одноэтажное здание салотопенного завода, с которого съестное сало сбывалось в Москву, а прочие сорта продавались на стеариновый завод братьев Крестовников в Казани. Рядом стоял небольшой свечной заводик, на котором использовалась продукция салотопенного завода. Винокуренный завод начал свои действия в 1865 году и числился как Федоровский № 19. Спирт выгоняли из картофеля и зерна. Тут же был выстроен пивоваренный завод, основная задача которого заключалась в изготовлении дрожжей для винокуренного завода и в малых количествах меда и пива.
17 (29) октября 1863 года Смолин взял в срочное, на 99 лет, пользование три десятины земли, расположенной на городском выгоне, против заимки Шишкина, по другую сторону Ялуторовского тракта, в 375 саж. от города, арендованные ранее купцом В. А. Малютиным, и выстроил там в 1872 году мукомольную паровую мельницу, близ берега речки Быструшки.
В 1864 году Смолин, наряду с другими курганскими купцами, был экспонентом на Всероссийской выставке сельских произведений, которая состоялась в Москве. Наград не получил.
31 декабря 1866 (12 января 1867) года Шишкин и Смолин заключили контракт с курганским земским судом на отдачу им 40 годовых лесосек для использования строевого и дровяного леса. В сентябре 1871 года и в мае 1872 года были большие пожары, начавшиеся с дач крестьян Введенской волости и истребившие лесосеки Смолина. Тот через своего доверенного Виктора Феликсовича Крамсковского стал хлопотать об отводе 6 тыс. десятин леса для порубок. Просил участки вблизи своих мельниц на речке Ик. Крестьяне разных деревень Иковской волости, узнав об этих хлопотах, через своего доверенного крестьянина Прохора Евдокимовича Кузнецова подали прошение генерал-губернатору о том, что они терпят недостаток в лесах из-за отвода участков Шишкину и Смолину. В нарезке 6 тыс. десятин Смолину отказали.
Шишкин продал Смолину свою часть заводов, числившихся в их общем пользовании. 10 (22) мая 1875 года была оформлена купчая крепость в Тобольском Губернском правлении. Смолин выплатил 7 тысяч рублей серебром и стал единоличным хозяином всей заимки на восточной окраине Кургана. 18 (30) марта 1875 года купец Николай Иванович Карнаухов уступил Смолину участок городской выгонной земли в количестве 1 десятины, прилегающий к речке Быструшке и к участку Смолина, где уже стояла паровая мельница. На земле Карнаухова стоял салотопенный завод и хозяйственные постройки.
Для работы винокуренного завода и мельниц требовались картофель и зерно. Смолин скупал участки земли. В мае 1869 года он купил с публичных торгов 9 участков в Красноярской волости Ишимского уезда за 5160 руб., через некоторое время 3 участка продал крестьянам села Красноярского. Елизавета Федоровна в августе 1875 года купила у Альфонса Поклевского-Козелл 7 участков в той же волости и супруги поручили управлять этими землями Сергею Ивановичу Смолину, брату Дмитрия. В Черемуховской волости Курганского округа в январе 1883 года он купил 6 участков у купца Козьмы Борисовича Иванова за 8600 руб. 27 июня (9 июля) 1883 года купил за 8000 руб. у несостоятельного должника и родственника мужа сестры Елизаветы, купца Григория Алексеевича Незговорова, два участка земли по 80 десятин с паточным заводом, мукомольной мельницей, с деревянным домом на каменном фундаменте, амбарами и плотиной. В 1892 году дочь бывшего купца Иванова, Александра Козьминична, продала Смолину за 2000 руб. участки земли в дачах Митинской волости, с устроенной через речку Утяк плотиною, каменным фундаментом от сгоревшего дома и подвалом под ним в двух отделениях и изгородью из жердей.
С разрешения Министра финансов с 1878 года Смолин избирался членом Учётных комитетов Общественного банка Вас. Багашева, временных отделений Государственного банка на Иваново-Крестовской и Ирбитской ярмарках.
В конце 1881 года взял в Екатеринбурге в аренду на три года у мещанина Константина Афанасьевича Чудинова каменный двухэтажный дом с лавкой, подвалом и всеми службами, стоящий на Уктусской улице за 500 руб. в год. Смолин внес в екатеринбургскую управу следующий по 2 гильдии временный капитал и получил гильдейское свидетельство. Организовал постоянную торговлю крупчатой мукой и другими припасами. Став временным екатеринбургским купцом, Смолин в 1884 году пожертвовал 3000 руб. на расширение здания местного реального училища.
Смолин построил на заимке на берегу Быструшки 2-этажный крытым железом дом, при нем надворные постройки — каменная кладовая с подвалом, кучерская, погреб, две бани и теплица в одном здании, каменный каретник с деревянным навесом, каменная конюшня, скотный двор с конюшней. С 1898 года на заимке был телефон. При полном действии всех заводов на заимке число мастеровых и рабочих достигало до 300 человек. В 1895 году на винокуренном заводе мастер получал от 50 до 250 руб., рабочий — от 10 до 50 руб.; на пивомедоваренном — мастер 75 руб., рабочий — 10, на салотопенном мастер — 75 руб., рабочий от 10 до 20 руб. Для рабочих на заимке имелся приемный покой на 3 кровати, которым заведовал врач, и при нем находился заводской фельдшер. В 1892 году горел винокуренный завод, в 1898 году — паровая мельница. Ныне там расположено ООО «Саф-Нева».
5 (17) декабря 1890 года доверенный Смолина Александр Степанович Греченин купил с публичных торгов через Конкурсное управление в Санкт-Петербурге у отставного ротмистра Александра Мясникова Илецко-Иковский винокуренный завод за 36000 руб. Вместе с заводом Смолину отошли земельные участки, в которых удобной земли было 1000 десятин и неудобной, под болотами, дорогами и лесами 240 десятин. Границы участков были по рекам Черный Ик и Чёрной. Завод находился по соседству с мельницами, приобретенными и выстроенными Смолиным еще в 1840-е гг.
12 (24) января 1893 года Дмитрий Иванович Смолин получил свидетельство на открытие двух ренсковых погребов без распивочной, а Елизавета Федоровна — на открытие трех кабаков. Вино поступало с их завода.
Вступив в члены Уральского общества любителей естествознания (УОЛЕ), Смолин дал 1000 руб. на устройство этим Обществом в 1887 году Сибирско-Уральской научно-промышленной выставки в Екатеринбурге и за это пожертвование был награжден дипломом, подписанным почетным президентом этой выставки Вел. кн. Михаилом Николаевичем. В последующие годы Дмитрий Иванович неоднократно вносил деньги на нужды УОЛЕ.
Смолин принял участие в устройстве первой сельскохозяйственной и кустарно-промышленной выставки в Кургане, состоявшейся в 1895 году. Вместе с сыновьями он пожертвовал для устройства павильонов лес, слеги, плахи и тёс на сумму 2000 руб., выстроил для себя павильон-теремок, в котором выставил образцы спирта, водок, пиво и мед со своих заводов, полную коллекцию продуктов сельского хозяйства из своего имения.
Имел пароход в 15 л. с., курсировавший по Тоболу.
Состоял членом Парижской Национальной академии по выданному от академии диплому от 14 (26) апреля 1883 года.
В 1885 году собранием городской Думы Смолин избран членом Курганского уездного податного присутствия на трехлетие.
Дмитрию Ивановичу Смолину первому в Сибири удалось установить сбыт масла в южные порты для вывоза его в Турцию. Для перетопки масла устроил в Кургане образцовый перетопочный завод. Большое значение для местного сельского хозяйства имела поставленная им в Кургане большая паровая крупчаточная мельница, перемалывающая смеси местных мягких пшениц со степными кубанками. На винокуренном заводе в сутки выкуривалось до 1100 ведер. У него была самая крупная в уезде паровая мельница, на которой вырабатывалась мука шести сортов, зерна перемалывалось до 1200 пудов в сутки. Крупнейшим в уезде был его салотопенный завод, где велась перетопка главным образом сала курдючных степных овец: сало курдючное шло на парфюмерные заводы в Москве. На пивомедоваренном заводом производилось до 161000 ведер пива и 21000 ведер меда в год. Цена пива равнялась цене спирта и составляла 1 рубль за ведро, а мед — 1 рубль 50 копеек.
Торговые обороты Смолина составляли 1,5—2 млн руб., наследственный капитал 2,5 млн руб.
Потомственный почётный гражданин Дмитрий Иванович Смолин скончался 3 (15) октября 1898 года в городе Кургане Курганского уезда Тобольской губернии, ныне город — административный центр Курганской области. Похоронен справа от алтаря строящейся на краю старого кладбища Александровской церкви, ныне собор находится в Городском саду имени В.И. Ленина города Кургана Курганской области.

## Благотворительность
В 1863 году был избран со стороны купечества членом Попечительного Совета курганского женского училища 2-го разряда. Смолин ежегодно вносил 50 руб. на нужды училища. С начала 1873 года на основании Положения о женских гимназиях и прогимназиях был сформирован новый Попечительный Совет, Смолин единогласно был избран его председателем. Благодаря ходатайству и материальным пожертвованиям Смолина в начале 1872—1873 учебного года открылся третий класс, и училище стало прогимназией. В 1879 году было решено для прогимназии, которая помещалась в нижнем этаже уездного училища, приобрести отдельный дом у купцов Незговоровых за 13600 руб. На покупку дома Смолин пожертвовал 3 тыс. руб. В 1880 году по ходатайству Смолина был открыт четвертый класс, что потребовало дополнительных расходов и Смолин пожертвовал билет Общественного банка в 2 тыс. руб., дающий 130 руб. дохода ежегодно.
26 января (7 февраля) 1872 года был утвержден Почётным членом Тобольского Попечительства детских приютов и за свои денежные взносы каждый год получал благодарности. В 1874 году пожертвовал 150 руб. в пользу омского женского приюта «Надежда».
В 1863 году был выбран старостой Троицкой церкви Кургана и оставался в этой должности до 1871 года. При его материальной поддержке в 1864 году был проведен капитальный ремонт храма.
Покупал облачение, иконы, книги, священные сосуды для Покровской церкви села Шкодино (1872 год), для Вознесенской церкви села Мостовского (1874 год). Жертвовал деньги в храмы Кургана — 800 руб. в Богородице-Рождественский (1876 год), в Троицкий — 600 руб. (1879 год), 450 руб. (1880 год), 1250 руб. (1883 год). В Пантелеймоновскую церковь при курганской городовой больнице — разной утвари и служебных книг на 725 руб. В ялуторовский Сретенский собор пожертвовал 300 руб. (1883 год), на украшение ялуторовской тюремной церкви — 100 руб. (1897 год). На строительство церкви во имя Св. Симеона Верхотурского в селе Колесниково (Коробейниково) дал 100 руб. (1889 год). На строительство церкви во имя Св. Александра Невского в Кургане пожертвовал 10 тыс. руб. (1895 год). Строительство, которое Смолин вёл на свои деньги, так как подписанных жертвователями сумм было недостаточно. Его личные расходы определяются не менее 30 тыс. руб. Смерть помешала Смолину довести строительство до конца, это сделали его сыновья.
На учреждение в Кургане телеграфа и Владимирской богадельни в 1869 году пожертвовал 800 руб., в 1875 году дал на омскую богадельню 25 руб., а через год еще 100 руб. на её перестройку. В 1885—1889 годах для курганской Владимирской богадельни безвозмездно давал муку и другие жизненные припасы для продовольствия призреваемых.
31 октября (12 ноября) 1869 года был утвержден в звании Директора курганского попечительного о тюрьмах отделения с ежегодным взносом не менее 50 руб.
С 1877 года был членом Общества вспомоществования бедным студентам. Состоял членом Общества попечения о раненых воинах, учрежденного в Омске в 1889 году, членом Российского общества Красного Креста.
30 июля (11 августа) 1887 года избран председателем учрежденного в Кургане Комитета по призрению нищих. В 1889 году городская Дума выделила на его содержание 1 тыс. руб., мещанское общество — 300 руб., Смолин единовременно внес 10 тыс. руб. В 1890 году был организован ночлежный дом на средства города, а на пожертвования Смолина при доме открыта временная даровая раздача пищи, что было особенно важно в неурожайные голодные 1890—1893 гг. В доме помещалось до 160 человек.
В 1888 году Смолин купил двухэтажный дом под детский приют, пожертвовал 10 тыс. руб. на его содержание и 2 тыс. руб. на обустройство дома. В 1890 году приют открыт, но в 1891 году во время проезда цесаревича Николая Александровича по Сибири курганская делегация просила его разрешения назвать приют именем наследника, и получила согласие. В 1891 году состоялось повторное открытие приюта, но уже под именем Никольского детского убежища. Попечительницей заведения стала Елизавета Фёдоровна.

## Награды
- Орден Святого Станислава II степени, «за отличное усердие, пособие и труды на пользу детских приютов», 1892 год.
- Орден Святой Анны III степени, «в воздаяние усердной и беспорочной службы Почетным членом Тобольского Губернского Попечительства детских приютов в продолжении 12 лет сряду в одной и той же должности не ниже 8 класса…», 3 (15) февраля 1885 года.
- Императрица, которая курировала богоугодные заведения, объявила ему свое благоволение, 1885 год.
- Звание Потомственного почётного гражданина, Указом Правительствующего Сената от 23 июня (5 июля) 1886 года.
- Золотая медаль «За усердие» для ношения на шее на Владимирской ленте, награжден Государем 8 (20) августа 1886 года.
- Знак Красного Креста, 25 февраля (8 марта) 1880 года.
- Серебряная медаль «За усердие» для ношения на шее на Станиславской ленте «за усердие его в пользу означенного учебного заведения» (курганская женская прогимназия), 26 июня (8 июля) 1874 года.
- Золотая медаль «За усердие» для ношения на шее на Аннинской ленте «за усердие его в пользу означенного учебного заведения» (курганская женская прогимназия), 9 (21) января 1881 года.
- Две серебряные медали и диплом за пшеничную муку, сало и спирт, на Всероссийской художественной выставке 1882 года, от Департамента торговли и мануфактур.
- Большая серебряная медаль Министерства финансов, за высокое качество муки на Сибирско-Уральской научно-промышленной выставке в Екатеринбурге, 1887 год.
- Большую серебряную медаль «за широкую организацию торговли сельскохозяйственными продуктами — маслом и салом, прокладывающую пути к отдаленным рынкам сибирскому сырью, за организацию полевого хозяйства и в частности за выведение прекрасных сортов хлебов и культуру хмеля, за высокие сорта крупчатки и русское топленое масло», первая сельскохозяйственная и кустарно-промышленная выставки в Кургане, 1895 год.
- За свои труды по церковному ведомству Смолин часто получал благословение Св. Синода и епархиального начальства.
- Звание «Действительный постоянный член миссионерского общества» с выдачей именного свидетельства, за пожертвования в пользу Тобольского Епархиального комитета, миссионерского общества.

## Память
- Разрешение установить в зале курганской Александровской женской прогимназии портрет Дмитрия Ивановича Смолина за его постоянное попечение об улучшении материальных средств, а также значительные пожертвования, 1899 год, в память его 35-летнего плодотворного служения делу женского образования.
- Стипендия имени Почетного гражданина и купца 1-й гильдии Д. И. Смолина при Курганской Александровской женской прогимназии, 17 (29) июня 1899 года[6]
- Бронзовый бюст Д. И. Смолина в сквере у здания заводоуправления ОАО «Кургандрожжи» (бывш. жилой дом, контора винокуренного завода и магазин Д. И. Смолина, ныне ООО «Саф-Нева»), ул. Куйбышева, 122, скульптор Валерий Павлович Лытченко-Меткий, открыт 9 ноября 2000 года[7][8].

## Семья
- Брат Сергей, петропавловский 2 гильдии купец
- Сестра Елизавета, замужем за Александром Незговоровым.

9 (21) ноября 1855 года в курганской Троицкой церкви обвенчались Дмитрий Смолин и Елизавета (16 (28) октября 1834—21 июля (3 августа) 1908), средняя дочь курганского 2 гильдии купца Фёдора Васильевича Шишкина. За жениха ручались ялуторовский 2 гильдии купец Александр Иванович Палаумов и курганский купеческий сын Иван Иванович Кочешев; за невесту — курганские купцы Михаил Меньщиков и Федор Пономарев. Брак венчал протоиерей Яков Зудилов с диаконом Симеоном Шалабановым и пономарем Михаилом Агафоновым.
Дети и внуки:
- Клавдия (18 (30) марта 1857—12 (24) июля 1857),
- Зинаида (5 (17) октября 1858—17 (29) февраля 1860),
- Пётр (1 (13) февраля 1860—27 декабря 1930, Курган), купец 1-й гильдии
  - Дмитрий (18 (30) мая 1891—19 декабря 1955), драматург и сценарист
  - Пётр (23 декабря 1896 (4 января 1897)—29 сентября 1975), зоолог, натуралист, педагог
  - Александр (июль 1898—?), старший инженер авиационной армии Особого назначения, военинженер 1-го ранга, в 1938 г. был арестован, в 1956 г. реабилитирован и вернулся в Москву
- Фёдор (20 августа (1 сентября) 1861—3 (15) сентября 1861),
- Иван (9 (21) ноября 1863, умер в младенчестве),
- Александра (1 (13) марта 1865—14 (26) августа 1865),
- Алексей (9 (21) августа 1866—13 (25) августа 1866),
- Сергей (15 (27) сентября 1867—15 (27) сентября 1868),
- Александр (27 сентября (9 октября) 1869—1920-е),
  - Елизавета (17 (29) июля 1898—31 января 1942)
  - Нина
  - Ольга
  - Михаил (2 (15) апреля 1903—?)
- Фёдор (18 (30) мая 1873—1919, ушёл с белыми на восток, умер от тифа на какой-то станции), купец 1-й гильдии
- Сергей (12 (24) августа 1874—13 (25) декабря 1874),
- Егор (1875, умер в младенчестве),
- Лев (29 марта (10 апреля) 1876—1930-е, Алма-Ата), купец 1 гильдии, агроном.
  - Анатолий (21 ноября (4 декабря) 1901—?),
  - Надежда (13 (26) марта 1903—?), доктор биологических наук
  - Сергей (9 (22) марта 1905—?)